# United States Census 2000

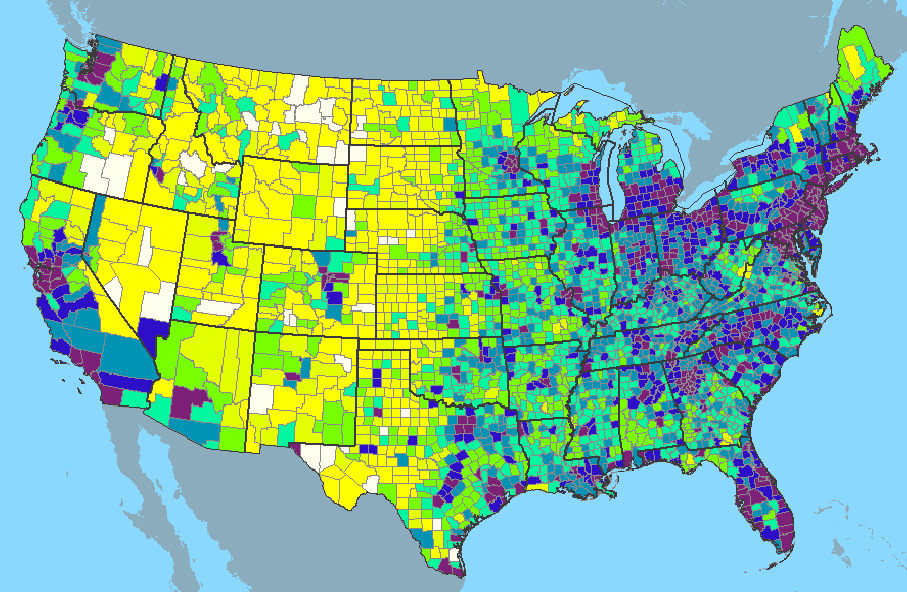
Bevölkerungsdichte der USA ohne Hawaii und Alaska gemäß den Ergebnissen des „United States Census 2000“ (von „violett“ = dicht besiedelt zu „gelb“ = dünn besiedelt)

Der United States Census 2000 war die 22. Volkszählung in den USA. Sie wurde vom United States Census Bureau durchgeführt.

## Auswahl von Auszählungsergebnissen
Als Ergebnis der Auszählung wurde für die USA zum Stichtag 1. April 2000 eine Bevölkerungszahl von 281.421.906 Einwohnern ermittelt, was gegenüber der Volkszählung zehn Jahre vorher (United States Census 1990, 248.709.873 Einwohner) eine Steigerung der Bevölkerungszahl um 13,2 Prozent bedeutet. Diese Zahl umfasste die Bevölkerung der 50 US-Bundesstaaten sowie des District of Columbia. Zusätzlich wurde bei dieser Volkszählung die Einwohnerzahl von Puerto Rico bestimmt; sie lag mit 3.808.610 Einwohnern um 8,1 Prozent höher als vor zehn Jahren.
Zwischen 1990 und 2000 stieg die Bevölkerung in der Altersgruppe der 45- bis 54-Jährigen um 49 Prozent, in der Altersgruppe der mindestens 85-Jährigen um 38 Prozent an. Die Bundesstaaten mit dem höchsten Bevölkerungswachstum relativ zur letzten Volkszählung waren Nevada (+66,3 %), Arizona (+40,0 %), Colorado (+30,6 %) und Utah (+29,6 %).
52 Prozent der US-amerikanischen Haushalte verfügten der Volkszählung zufolge über einen Computer, 41 Prozent über einen Internetzugang.
Die in den alle zehn Jahre stattfindenden Volkszählungen der Vereinigten Staaten ermittelten Einwohnerzahlen der Bundesstaaten sind der Schlüssel zur Festlegung der Anzahl der Abgeordneten aus diesen Bundesstaaten im Repräsentantenhaus der Vereinigten Staaten. Die Anpassung wird in der Regel im übernächsten Kongress nach einer Volkszählung vorgenommen.

## Staaten nach Einwohnerzahl
Bundesstaaten der USA nach Einwohnerzahl im Jahr 2000.
| Rang | Bundesstaat          | Einwohnerzahl | Steigerung zu 1990 |
| ---- | -------------------- | ------------- | ------------------ |
| 1    | Kalifornien          | 33.871.648    | +13,8 %            |
| 2    | Texas                | 20.851.820    | +22,8 %            |
| 3    | New York             | 18.976.457    | +5,5 %             |
| 4    | Florida              | 15.982.378    | +23,5 %            |
| 5    | Illinois             | 12.419.293    | +8,6 %             |
| 6    | Pennsylvania         | 12.281.054    | +3,4 %             |
| 7    | Ohio                 | 11.353.140    | +4,7 %             |
| 8    | Michigan             | 9.938.444     | +6,9 %             |
| 9    | New Jersey           | 8.414.350     | +8,9 %             |
| 10   | Georgia              | 8.186.453     | +26,4 %            |
| 11   | North Carolina       | 8.049.313     | +21,4 %            |
| 12   | Virginia             | 7.078.515     | +14,4 %            |
| 13   | Massachusetts        | 6.349.097     | +5,5 %             |
| 14   | Indiana              | 6.080.485     | +9,7 %             |
| 15   | Washington           | 5.894.121     | +21,1 %            |
| 16   | Tennessee            | 5.689.283     | +16,7 %            |
| 17   | Missouri             | 5.595.211     | +9,3 %             |
| 18   | Wisconsin            | 5.363.675     | +9,6 %             |
| 19   | Maryland             | 5.296.486     | +10,8 %            |
| 20   | Arizona              | 5.130.632     | +40,0 %            |
| 21   | Minnesota            | 4.919.479     | +12,4 %            |
| 22   | Louisiana            | 4.468.976     | +5,9 %             |
| 23   | Alabama              | 4.447.100     | +10,1 %            |
| 24   | Colorado             | 4.301.261     | +30,6 %            |
| 25   | Kentucky             | 4.041.769     | +9,7 %             |
| 26   | South Carolina       | 4.012.012     | +15,1 %            |
| 27   | Oklahoma             | 3.450.654     | +9,7 %             |
| 28   | Oregon               | 3.421.399     | +20,4 %            |
| 29   | Connecticut          | 3.405.565     | +3,6 %             |
| 30   | Iowa                 | 2.926.324     | +5,4 %             |
| 31   | Mississippi          | 2.844.658     | +10,5 %            |
| 32   | Kansas               | 2.688.418     | +8,5 %             |
| 33   | Arkansas             | 2.673.400     | +13,7 %            |
| 34   | Utah                 | 2.233.169     | +29,6 %            |
| 35   | Nevada               | 1.998.257     | +66,3 %            |
| 36   | New Mexico           | 1.819.046     | +20,1 %            |
| 37   | West Virginia        | 1.808.344     | +0,8 %             |
| 38   | Nebraska             | 1.711.263     | +8,4 %             |
| 39   | Idaho                | 1.293.953     | +28,5 %            |
| 40   | Maine                | 1.274.923     | +3,8 %             |
| 41   | New Hampshire        | 1.235.786     | +11,4 %            |
| 42   | Hawaii               | 1.211.537     | +9,3 %             |
| 43   | Rhode Island         | 1.048.319     | +4,5 %             |
| 44   | Montana              | 902.195       | +12,9 %            |
| 45   | Delaware             | 783.600       | +17,6 %            |
| 46   | South Dakota         | 754.844       | +8,5 %             |
| 47   | North Dakota         | 642.200       | +0,5 %             |
| 48   | Alaska               | 626.932       | +14,0 %            |
| 49   | Vermont              | 608.827       | +8,2 %             |
| ...  | District of Columbia | 572.059       | −5,7 %             |
| 50   | Wyoming              | 493.782       | +8,9 %             |
|      | Vereinigte Staaten   | 281.421.906   | +13,2 %            |

## Bevölkerungsreichste Städte
Die 25 bevölkerungsreichsten Städte der USA nach Einwohnerzahl im Jahr 2000.
| Rang | Stadt              | Bundesstaat          | Einwohnerzahl |
| ---- | ------------------ | -------------------- | ------------- |
| 1    | New York           | New York             | 8.008.278     |
| 2    | Los Angeles        | Kalifornien          | 3.694.820     |
| 3    | Chicago            | Illinois             | 2.896.016     |
| 4    | Houston            | Texas                | 1.953.631     |
| 5    | Philadelphia       | Pennsylvania         | 1.517.550     |
| 6    | Phoenix            | Arizona              | 1.321.045     |
| 7    | San Diego          | Kalifornien          | 1.223.400     |
| 8    | Dallas             | Texas                | 1.188.580     |
| 9    | San Antonio        | Texas                | 1.144.646     |
| 10   | Detroit            | Michigan             | 951.270       |
| 11   | San Jose           | Kalifornien          | 894.943       |
| 12   | Indianapolis       | Indiana              | 791.926       |
| 13   | San Francisco      | Kalifornien          | 776.733       |
| 14   | Jacksonville       | Florida              | 735.617       |
| 15   | Columbus           | Ohio                 | 711.470       |
| 16   | Austin             | Texas                | 656.562       |
| 17   | Baltimore          | Maryland             | 651.154       |
| 18   | Memphis            | Tennessee            | 650.100       |
| 19   | Milwaukee          | Wisconsin            | 596.974       |
| 20   | Boston             | Massachusetts        | 589.141       |
| 21   | Washington         | District of Columbia | 572.059       |
| 22   | Nashville-Davidson | Tennessee            | 569.891       |
| 23   | El Paso            | Texas                | 563.662       |
| 24   | Seattle            | Washington           | 563.374       |
| 25   | Denver             | Colorado             | 554.636       |